# Soba pobega
Soba pobega (angleško escape room) je igra, ki poteka v prostoru, v katerem je zaprta skupina ljudi, ki mora s pomočjo ugank, računov, namigov ter raznih drugih vrst pomoči poskusiti čim prej (navadno v 1 uri) priti na prostost. Njen nastanek so navdihnile tudi knjige, televizijski šovi in računalniške igre.
Prva sodobna soba pobega naj bi začela delovati leta 2007 v Kyotu. Nekateri predhodnike sob pobega vidijo v labirintih iz žive meje in igrah skrivanja predmetov, kot sta letterboxing in geocaching. Iz obrobne zabave entuziastičnih ponudnikov so prerasle v donosen posel. Z njihovim razvojem se ukvarjajo ljudje iz sveta gledališča, zabaviščnih parkov in računalniških iger, zato je ponudba postala bolj raznolika.

### Po svetu
V Veliki Britaniji ima navdušenje nad tovrstno zabavo svoje korenine npr. v namizni igri Dungeons & Dragons, znanstvenofantastičnih računalniških igrah in televizijski igri The Crystal Maze, ki temelji na francoski pustolovski televizijski igri Fort Boyard. Na Japonskem se je žanr sobe pobega najprej pojavil v računalniških igrah.
V Budimpešti so se sobe pobega namnožile v praznih stavbah z nizkimi najemninami. Madžari so odprli tudi prvo britansko sobo pobega. Ta trend izkoriščajo šole in muzeji pri predstavljanju zgodovine, podjetja pri spodbujanju prodaje svojih izdelkov, in producenti grozljivk, od katerih jih več nosi isti naslov, Escape Room. Nekatere sobe pobega so namenjene oboževalcem določenih filmov in TV serij. Podjetja sobe pobega uporabljajo za team building.
Leta 2015 so bile sobe pobega najbolj množične na Kitajskem.

### Slovenija
Prva slovenska soba pobega je nastala leta 2014 v Ljubljani. Slovenski ponudniki sob pobega so združeni v Gospodarsko interesnem združenju escape room dejavnosti GIZ ER.SI. Leta 2020 je bilo v Sloveniji 68 sob pobega in 28 ponudnikov. Pri treh glavnih članih združenja obisk stane med 50 in 100 evri. Poleti prihajajo turisti, pozimi pa zaposleni na team building.

## Težave in izzivi
Januarja 2019 je v požaru v sobi pobega v poljskem mestu Koszalin zaradi zadušitve z ogljikovim monoksidom umrlo pet deklet, starih petnajst let. So prve znane žrtve sob pobega. Tamkajšnji zaposleni se je zdravil zaradi opeklin. Zaradi tega so oblasti na Poljskem in drugod pregledale sobe pobega in zaprle tiste s pomanjkljivimi varnostnimi ukrepi. Zaradi pandemije covid-19 so nekateri upravitelji sob pobega začeli uporabljati konferenčni program Zoom.
Trženje in upravljanje obstoječih sob pobega in odpiranje novih postaja zahtevnejše, saj raste število konkurentov in pričakovanje potrošnikov. Velike franšize se krepijo, prišle so korporacije, vstop na trg ni več tako poceni, kot nekoč, mnogim se ukvarjanje s tem finančno ne izide. Sobe pobega postajajo za upravitelje dražje tudi zato, ker so zmeraj bolj podobne gledališču in je torej potrebno najeti igralce. Po mnenju enega prvih ponudnikov se je industrija razvila, obdobja zlate mrzlice pa je konec. Vodja ene od berlinskih sob pobega je bil samokritičen, ko je dejal, da pravzaprav producirajo drago gledališko predstavo za premajhno publiko.